# Gelasma submixta
Gelasma submixta là một loài bướm đêm trong họ Geometridae.